# Le Tallud
Le Tallud is een gemeente in het Franse departement Deux-Sèvres (regio Nouvelle-Aquitaine) en telt 1880 inwoners (2005). De plaats maakt deel uit van het arrondissement Parthenay.

## Geografie
De oppervlakte van Le Tallud bedraagt 19,2 km², de bevolkingsdichtheid is 97,9 inwoners per km².

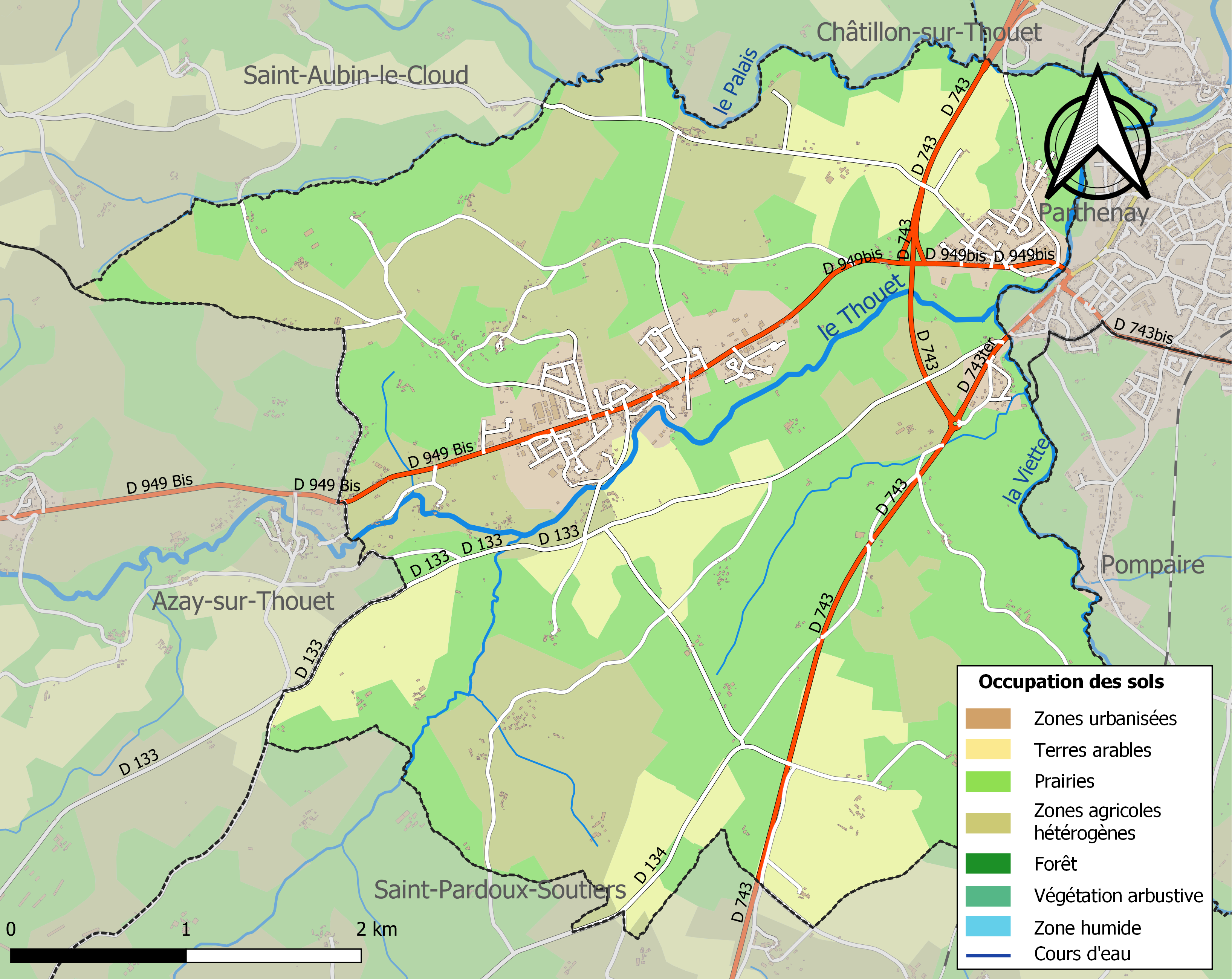
Kaart van de gemeente met de belangrijkste infrastructuur, bodemgebruik en aangrenzende gemeenten

## Demografie
Onderstaande figuur toont het verloop van het inwonertal (bron: INSEE-tellingen).